# Alden Ehrenreich
Alden Caleb Ehrenreich  (Los Angeles, 22 november 1989) is een Amerikaans acteur.

## Biografie
Alden Ehrenreich werd in 1989 geboren in Los Angeles als de zoon van Mark Ehrenreich en Sari Newmann, een interieurarchitecte. Zijn stiefvader, Harry Aronowitz, is een orthodontist. Hij groeide op in een joodse familie, die afkomstig is van Oostenrijk, Hongarije, Rusland en Polen.
Hij leerde acteren aan de Palisades Elementary School in Pacific Palisades, Los Angeles. Later studeerde hij aan de Crossroads School in Santa Monica, waarna hij zich aansloot bij New York University. Aan de universiteit volgde hij acteerlessen, maar hij maakte zijn studies niet af. In 2009 richtte hij samen met Zoë Worth The Collectin op, een groep van acteurs, regisseurs en producenten die regelmatig samenwerken aan film- en theaterprojecten.

### Carrière
Tijdens de bat mitswa-receptie van een vriendin was er een korte film te zien waarin de toen 14-jarige Ehrenreich een rol vertolkte. Het filmpje werd opgemerkt door Steven Spielberg, die als gast op het feest aanwezig was. Ehrenreich had nadien een ontmoeting met de bekende filmmaker, die hem een agent in Hollywood bezorgde. Als een gevolg versierde hij rollen in de tv-series Supernatural en CSI: Crime Scene Investigation.
In 2007 deed hij met succes auditie voor de rol van Bennie Tetrocini in Tetro (2009) van regisseur Francis Ford Coppola. De twee werkten nadien ook samen aan de horrorfilm Twixt (2011). Verder vertolkte Ehrenreich ook een rol in een reclamespot van Miss Dior Cherie die door Sofia Coppola geregisseerd werd en had hij een figurantenrol in haar dramafilm Somewhere (2010).
In 2013 had Ehrenreich een succesvol jaar met rollen in de films Beautiful Creatures, Stoker en Woody Allens Blue Jasmine. Enkele jaren later vertolkte hij ook een bijrol in de komedie Hail, Caesar! (2016) van de broers Joel en Ethan Coen.
Begin mei 2016 werd hij gecast als de jonge Han Solo in de Star Wars-franchise.